# HMAS Warrego (U73)
«Воррего» (англ. HMAS Warrego (U73)) — військовий корабель, шлюп типу «Грімсбі» Королівського військово-морського флоту Австралії за часів Другої світової війни.

## Історія створення
Шлюп «Воррего» був закладений 10 травня 1939 року на верфі «Cockatoo Island Dockyard» у Сіднеї. Спущений на воду 10 лютого 1940 року, вступив у стрій 21 серпня того ж року.

## Історія служби
Після вступу у стрій шлюп «Воррего» використовувався як тральщик. Після вступу Японії у війну на початку 1942 року перебазований на північ Австралії. Там він забезпечував протиповітряну оборону Дарвіна, а потім використовувався як лідер тральщиків та корабель вогневої підтримки десантів біля узбережжя Нової Гвінеї та островів південно-західної частини Тихого океану.
На початку 1945 року «Воррего» брав участь у висадці десанту в затоці Лінгайєн та на острів Мінданао. 
Після війни «Воррего» був перебудований на гідрографічне судно. У 1963 році виведений в резерв, проданий на злам у 1965 році.